# Saint-Michel-d'Halescourt
Saint-Michel-d'Halescourt är en kommun i departementet Seine-Maritime i regionen Normandie i norra Frankrike. Kommunen ligger i kantonen Forges-les-Eaux som tillhör arrondissementet Dieppe. År 2022 hade Saint-Michel-d'Halescourt 119 invånare.

## Befolkningsutveckling
Antalet invånare i kommunen Saint-Michel-d'Halescourt
| Referens: INSEE |